# Ionat Zurr
Ionat Zurr – australijska artystka, badaczka i kuratorka. Jest także wykładowcą na Uniwersytecie Australii Zachodniej (UWA) i wykładowcą wizytującym w Design Interactions w Royal College of Art. Zurr wraz z Oronem Cattsem założyła w 1996 r. projekt Tissue Culture & Art Project.
Jest inicjatorką powstania studiów magisterskich (sztuki biologiczne), interdyscyplinarnego programu obejmującego zarówno sztukę, jak i nauki biologiczne. 

## Dalsza lektura
- Ionat Zurr, Ionat Zurr: Brisbane Interview, Queensland: Gallery of Modern Art, 26 kwietnia 2011. Brak numerów stron w książce